# Trond Erik Bertelsen
Trond Erik Bertelsen (Stavanger, 5 giugno 1984) è un ex calciatore norvegese, di ruolo difensore.

## Carriera

### Club
Ha iniziato a giocare nelle giovanili del Lura. Nel 2001, ha sostenuto un provino con gli inglesi dell'Aston Villa, ma non è andato a buon fine. Ha successivamente giocato per l'Haugesund, per passare poi, nell'inverno 2004, al Fredrikstad, diventando così uno dei primi acquisti del tecnico Egil Olsen.
Il nome di Bertelsen è stato avvicinato al Viking già nell'estate 2007, dove avrebbe dovuto sostituire il veterano Thomas Pereira. Il calciatore ha espresso felicità per la possibilità di tornare nel distretto di Jæren e giocare, quindi, al Viking. Il trasferimento è però saltato a causa di un infortunio al ginocchio di Bertelsen, che ha messo a rischio addirittura la sua carriera. Fredrikstad e Viking, però, hanno trovato un accordo nel caso in cui il giocatore avesse recuperato completamente dall'infortunio.
Con la sua perfetta ripresa, il trasferimento si è concretizzato e Bertelsen è passato al Viking. Si è svincolato al termine del campionato 2014. Il 18 febbraio 2015 ha firmato un contratto biennale con il Sandnes Ulf, formazione appena retrocessa nella 1. divisjon.

### Nazionale
Bertelsen ha esordito a soli diciannove anni nella Norvegia under 21: il suo primo incontro è stato con il Lussemburgo, il 10 ottobre 2003. Ha giocato con la selezione giovanile fino al 2006 e l'ultima partita in cui è stato impiegato è stata quella contro l'Estonia, il 16 agosto.
Ha debuttato per la Norvegia il 26 gennaio 2006, nell'incontro amichevole contro il Messico, in cui gli scandinavi sono stati sconfitti per due a uno.

## Statistiche

### Presenze e reti nei club
Statistiche aggiornate al 17 agosto 2023.
| Stagione           | Club               | Campionato         | Campionato | Campionato | Coppe nazionali | Coppe nazionali | Coppe nazionali | Coppe continentali | Coppe continentali | Coppe continentali | Supercoppe | Supercoppe | Supercoppe | Totale | Totale |
| Stagione           | Club               | Comp               | Pres       | Reti       | Comp            | Pres            | Reti            | Comp               | Pres               | Reti               | Comp       | Pres       | Reti       | Pres   | Reti   |
| ------------------ | ------------------ | ------------------ | ---------- | ---------- | --------------- | --------------- | --------------- | ------------------ | ------------------ | ------------------ | ---------- | ---------- | ---------- | ------ | ------ |
| 2001               | Haugesund          | 1D                 | 3          | 0          | CN              | ?               | ?               | -                  | -                  | -                  | -          | -          | -          | 3+     | 0+     |
| 2002               | Haugesund          | 1D                 | 16         | 0          | CN              | 1+              | 0+              | -                  | -                  | -                  | -          | -          | -          | 17+    | 0+     |
| 2003               | Haugesund          | 1D                 | 30         | 0          | CN              | 4               | 0               | -                  | -                  | -                  | -          | -          | -          | 34     | 0      |
| 2004               | Haugesund          | 1D                 | 29         | 1          | CN              | 1+              | 0+              | -                  | -                  | -                  | -          | -          | -          | 30+    | 1+     |
| Totale Haugesund   | Totale Haugesund   | Totale Haugesund   | 78         | 1          |                 | 6+              | 0+              |                    | -                  | -                  |            | -          | -          | 84+    | 1+     |
| 2005               | Fredrikstad        | ES                 | 25         | 0          | CN              | 4               | 1               | -                  | -                  | -                  | -          | -          | -          | 29     | 1      |
| 2006               | Fredrikstad        | ES                 | 16         | 1          | CN              | 4               | 1               | -                  | -                  | -                  | -          | -          | -          | 20     | 2      |
| 2007               | Fredrikstad        | ES                 | 0          | 0          | CN              | 0               | 0               | -                  | -                  | -                  | -          | -          | -          | 0      | 0      |
| Totale Fredrikstad | Totale Fredrikstad | Totale Fredrikstad | 41         | 1          |                 | 8               | 2               |                    | -                  | -                  |            | -          | -          | 49     | 3      |
| 2008               | Viking             | ES                 | 21         | 0          | CN              | 4               | 0               | -                  | -                  | -                  | -          | -          | -          | 25     | 0      |
| 2009               | Viking             | ES                 | 26         | 1          | CN              | 2               | 0               | -                  | -                  | -                  | -          | -          | -          | 28     | 1      |
| 2010               | Viking             | ES                 | 29         | 0          | CN              | 5               | 1               | -                  | -                  | -                  | -          | -          | -          | 34     | 1      |
| 2011               | Viking             | ES                 | 30         | 0          | CN              | 5               | 0               | -                  | -                  | -                  | -          | -          | -          | 35     | 0      |
| 2012               | Viking             | ES                 | 29         | 0          | CN              | 2               | 0               | -                  | -                  | -                  | -          | -          | -          | 31     | 0      |
| 2013               | Viking             | ES                 | 28         | 0          | CN              | 3               | 0               | -                  | -                  | -                  | -          | -          | -          | 31     | 0      |
| 2014               | Viking             | ES                 | 12         | 0          | CN              | 1               | 0               | -                  | -                  | -                  | -          | -          | -          | 13     | 0      |
| Totale Viking      | Totale Viking      | Totale Viking      | 175        | 1          |                 | 22              | 1               |                    | -                  | -                  |            | -          | -          | 197    | 2      |
| 2015               | Sandnes Ulf        | 1D                 | 25         | 0          | CN              | 1               | 0               | -                  | -                  | -                  | -          | -          | -          | 26     | 0      |
| 2016               | Sandnes Ulf        | 1D                 | 17         | 0          | CN              | 2               | 0               | -                  | -                  | -                  | -          | -          | -          | 19     | 0      |
| Totale Sandnes Ulf | Totale Sandnes Ulf | Totale Sandnes Ulf | 42         | 0          |                 | 3               | 0               |                    | -                  | -                  |            | -          | -          | 45     | 0      |
| 2017               | Stavanger          | 5D                 | ?          | ?          | -               | -               | -               | -                  | -                  | -                  | -          | -          | -          | ?      | ?      |
| 2018               | Bogafjell          | 4D                 | ?          | ?          | -               | -               | -               | -                  | -                  | -                  | -          | -          | -          | ?      | ?      |
| 2019               | Bogafjell          | 5D                 | ?          | ?          | -               | -               | -               | -                  | -                  | -                  | -          | -          | -          | ?      | ?      |
| Totale Bogafjell   | Totale Bogafjell   | Totale Bogafjell   | ?          | ?          |                 | -               | -               |                    | -                  | -                  |            | -          | -          | ?      | ?      |
| Totale             | Totale             | Totale             | ?          | ?          |                 | ?               | ?               |                    | ?                  | ?                  |            | -          | -          | ?      | ?      |

### Cronologia presenze e reti in Nazionale
| Cronologia completa delle presenze e delle reti in nazionale ― Norvegia | Cronologia completa delle presenze e delle reti in nazionale ― Norvegia | Cronologia completa delle presenze e delle reti in nazionale ― Norvegia | Cronologia completa delle presenze e delle reti in nazionale ― Norvegia | Cronologia completa delle presenze e delle reti in nazionale ― Norvegia | Cronologia completa delle presenze e delle reti in nazionale ― Norvegia | Cronologia completa delle presenze e delle reti in nazionale ― Norvegia | Cronologia completa delle presenze e delle reti in nazionale ― Norvegia |
| Data                                                                    | Città                                                                   | In casa                                                                 | Risultato                                                               | Ospiti                                                                  | Competizione                                                            | Reti                                                                    | Note                                                                    |
| ----------------------------------------------------------------------- | ----------------------------------------------------------------------- | ----------------------------------------------------------------------- | ----------------------------------------------------------------------- | ----------------------------------------------------------------------- | ----------------------------------------------------------------------- | ----------------------------------------------------------------------- | ----------------------------------------------------------------------- |
| 26-1-2006                                                               | San Francisco                                                           | Messico                                                                 | 2 – 1                                                                   | Norvegia                                                                | Amichevole                                                              | -                                                                       |                                                                         |
| 29-1-2006                                                               | Carson                                                                  | Stati Uniti                                                             | 5 – 0                                                                   | Norvegia                                                                | Amichevole                                                              | -                                                                       | 46’                                                                     |
| 1-3-2006                                                                | Dakar                                                                   | Senegal                                                                 | 2 – 1                                                                   | Norvegia                                                                | Amichevole                                                              | -                                                                       | 71’                                                                     |
| 11-2-2009                                                               | Düsseldorf                                                              | Germania                                                                | 0 – 1                                                                   | Norvegia                                                                | Amichevole                                                              | -                                                                       |                                                                         |
| 28-3-2009                                                               | Rustenburg                                                              | Sudafrica                                                               | 2 – 1                                                                   | Norvegia                                                                | Amichevole                                                              | -                                                                       | 90’                                                                     |
| Totale                                                                  |                                                                         | Presenze                                                                | 5                                                                       |                                                                         | Reti                                                                    | 0                                                                       |                                                                         |